# 終わりと始まりのマイルス
『終わりと始まりのマイルス』（おわりとはじまりのマイルス）は、鬼頭莫宏による日本のファンタジー漫画。2006年、『マンガ・エロティクス・エフ』（太田出版）vol.42より不定期連載されたが、2014年7月発売のvol.88にて同誌が休刊。掲載は2012年のvol.74が最後で、単行本未収録話が6話存在していたが、単行本未収録話は2020年に作者がTwitter上に投稿した後、2024年に刊行された完全版に収録されている。

## あらすじ
オービスワーヌスと呼ばれる世界で、炁（き）で出来た物質「炁物」を取り扱う「炁祷師」（きとうし）を生業とするマイルス・エランクストンと、マイルスと共に暮らすギカク。ある日、小さな世界から浮上してきた炁物の一群から、ギカクと同種の「神付き」と呼ばれる炁物が発見され、神アラクモが権化する。アラクモは自身の悪意を振り撒くためにマイルスたちが活動するガーウィア市を襲撃するが、マイルスとギカクの手によって退けられる。
アラクモは炁物の回収屋ソマソマの調達した戦闘機で懲りずに襲撃するも、戦闘機との相性が合わず自警団に軽くあしらわれる。そんな日々が続く中、アラクモが権化したという話を聞きつけ、一目会うため別の地区からF-19（イタレリ社製）の神が現れる。アラクモを眷属と呼び仲間意識を持っているが、当のアラクモは「赤い星」の戦闘機に乗っていたばかりにF-19の神本人に撃退されてしまう。
ある日、マイルスは神性災害の被災地を訪れる。時を同じくして、炁師学校の受講生が見学に来ており、講師から炁師の負の側面、ギカクが破壊の神と呼ばれる所以が語られる。受講生の中でもひときわ幼く、炁の知識がある少女ルリハリ・ノマニは、自警団の戦闘機を修復するマイルスを興味深そうに見つめる。
海水浴に行くことになったマイルスとギカク。ギカクによって水着を脱がされてしまったマイルスは後日風邪をひいてしまう。性行為に執着するギカクに対し、自分のことが好きなのか尋ねるマイルス。即答するギカクにマイルスは「許す」とほほ笑む。

## 登場人物
マイルス・エランクストン
主人公で甲級の炁祷師。明るくしっかりとした性格。ギカクと共に暮らし、ギカクを調伏し癒している。ガーウィア市の筆頭炁祷師と称され、市民からは「まいちゃん」と呼ばれ親しまれる有名人。
ギカク
炁が実体化した神。本体は大日本帝国海軍の戦艦長門(最終状態)である。戦時中の乗員たちの情念により、かなりの色欲魔である。本体は原則稼働禁止であり、普段はフラブラ号(水上戦闘機強風)を操って移動したり戦ったりする。本気を出し本体で戦闘するときは顔の模様が旭日旗になる。
キオノナ・ソノナ
マイルスと同じ炁祷師で、後にアラクモのパートナーとなる。全身を黒一色に着込み、物静かな性格。ギカクに好意を抱いており、彼のパートナーであるマイルスを一方的にライバル視している。「男に近づいたり手に触れると子供ができる」など、父親から色々と間違った教育を受けており、SMビデオを見て「子供を作るのはとても大変」だと思っている。
アラクモ
YF-23戦闘機から権化した神。民間フェリーを襲撃しようとするも、元が試作機であるためミサイルを発射できず失敗に終わる。そのままではギカクと戦えないためソマソマに戦闘機の調達を依頼するが、自身が米国製であるにもかかわらずソ連製のポリカルポフを使用することになってしまう。マイルスの能力を見込んでおり、彼女とパートナーになりたがっている。
クダクル
ガーウィア市の炁物課の担当者。
スクロ
炁物課に配属されたばかりの新人。クダクルの部下に当たる。仕事の時間外で炁師学校に通っている。
ソマソマ
炁物を回収する業者の一人。アラクモに近づき支援をする。アラクモから戦闘機の調達を依頼されるが、「(アラクモと同じ)星がついている」「強そう」「オシャレ」という理由で、元が米国製であるアラクモに赤い星つきのソ連製ポリカルポフを持ってきてしまう。
マルハミ
映写機やビデオデッキの炁物を収集し研究している男性。特定のポルノ映像しか映らないビデオデッキを未成年男性に渡し、その彼女ひいては彼女から相談を受けたマイルス（とギカク）を巻き込んだ騒動に発展する。その一件以来ギカクと友人になり、ギカクや先の未成年男性にかなり偏った性知識を伝授している。

## 用語
オービスワーヌス
マイルスたちが住む、万物が宙に浮かぶ世界。地球とほぼ同じ半径約6300kmの地表にあたる位置に浮遊した大地や海が点在する構造。地球でいうマントルや核の部分は中空となっているが、中心に近づくほど炁の密度が高くなり、物体の重さと炁の浮力が釣り合う地点で浮遊するので、崖から物体が落下しても落ち続けることはない。
小さな世界
オービスワーヌスの中心にあるとされる世界。ここから炁物と呼ばれるものが浮上してくる。小さな世界への入口は炁圧が高すぎて近づくことができない。
炁（き）
生物によって物体に付与された思い入れ。物体には炁を収容する受容部があり、そこに愛情や憎悪といったものを注ぐことで炁が付与され、積層されて塊となって回路を形成していく。負の炁と呼ばれる炁は精神や人体に悪影響を及ぼす。
後に作者の鬼頭が原作を務める『能力 主人公補正』でも同様の単語が登場する。
炁物
小さな世界からオービスワーヌスまで浮上してきた炁の塊。形状はその炁を収容していた物体そのものだが、実体は無く、「かつて期待されていた状態を再現したもの」と表現される。炁が付与されるほどに浮力が上がり、最終的にはオービスワーヌスにも滞まらなくなる。
神
神付きと呼ばれる、炁の塊がある程度以上大きくなった炁物から権化した存在。ギカクやアラクモらが該当する。人格や肉体を持ち、その性格や嗜好は元の物体に込められた炁に依拠する。人間との性交渉を求める神もいるが、子供を作るのはなかなか難しいとのこと。
炁師
炁を扱うことを生業としている者の総称。マイルスたち炁祷師（きとうし）の他にも能力や等級的に下位の炁術師（きじゅつし）が確認されている。資格制度があり炁師を養成する学校も存在する。
浄化療養所
廃炁師という炁にのまれた炁師が収容されている施設。しかし完治された事実は確認されておらず、炁師の負の側面を象徴する場所となっている。

## 書誌情報
- 鬼頭莫宏 『終わりと始まりのマイルス』 太田出版〈Fx COMICS〉、既刊1巻（2009年3月12日現在）
  1. 2009年3月24日第1刷発行、ISBN 978-4-7783-2082-9
- 鬼頭莫宏 『終わりと始まりのマイルス 完全版』 小学館クリエイティブ、2024年11月28日発売[9]、ISBN 978-4-7780-3886-1